# Szürkefejű bléda
A szürkefejű bléda (Bleda canicapillus) a verébalakúak (Passeriformes) rendjébe, ezen belül a bülbülfélék (Pycnonotidae) családjába és a Bleda nembe tartozó faj.

## Rendszerezése
A fajt Gustav Hartlaub német ornitológus írta le 1854-ben, a Trichophorus nembe Trichophorus canicapillus néven. Régebben használták a Bleda canicapilla nevet is.

## Alfajai
- Bleda canicapillus morelorum (Érard, 1992) – nyugat-Gambia, délnyugat-Szenegál;
- Bleda canicapillus canicapillus (Hartlaub, 1854) – Bissau-Guineától délkelet- és közép-Nigériáig.

## Előfordulása
Afrika nyugati részén, Benin, Bissau-Guinea, Elefántcsontpart, Gambia, Ghána, Guinea, Libéria, Mali, Nigéria, Sierra Leone, Szenegál és Togo területén honos. 
Természetes élőhelyei a szubtrópusi vagy trópusi síkvidéki esőerdők, szavannák és cserjések. Állandó, nem vonuló faj.

## Megjelenése
Testhossza 22 centiméter.

## Életmódja
Rovarokkal táplálkozik.

## Természetvédelmi helyzete
Az elterjedési területe rendkívül nagy, egyedszáma pedig stabil. A Természetvédelmi Világszövetség Vörös listáján nem fenyegetett fajként szerepel.